# Chlebowiec chempedak
Chlebowiec chempedak (Artocarpus integer) – gatunek drzewa z rodziny morwowatych. Pochodzi z Tajlandii i Malezji. Uprawiany jest w Azji Południowo-Wschodniej, gdzie występuje częściej niż chlebowiec właściwy czy chlebowiec różnolistny.

## Morfologia
PokrójDrzewo osiągające do 20 m wysokości.
LiścieNaprzemianległe, jajowate, o długości do 25 cm.
KwiatyNiepozorne, w dużych kwiatostanach.
OwoceZłożone, eliptyczne o długości 20–35 cm, zielone. Nasiona do 3 cm, również jadalne.

## Zastosowanie
Powszechnie uprawiany ze względu na smaczne owoce, wykorzystywane także w kuchni tajskiej i malajskiej.

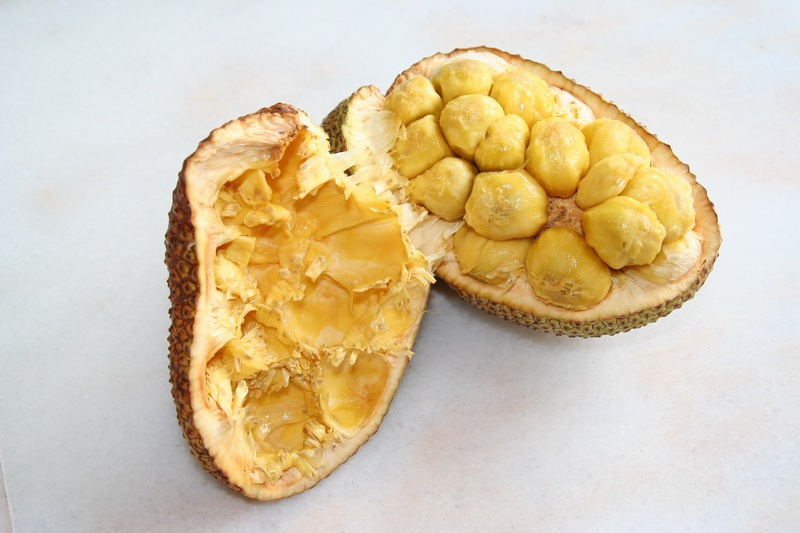
Otwarty owoc